# Чарлз Белл
Сер Чарлз Белл (англ. Sir Charles Bell; 12 листопада 1774 –  28 квітня 1842) — шотландський хірург, анатом, фізіолог, невролог, художник і теолог-філософ. Знаний тим, що виявив різницю між чутливими нервами та мотонейронами спинного мозку. Він також знаний тим, що описав параліч Белла.
Його три старші брати: Роберт Белл (1757—1816), автор спілки письменників, Джон Белл (1763—1820), також відомий хірург і письменник; і адвокат Джордж Джозеф Белл (1770—1843), який став професором права в Единбурзькому університеті та головним секретарем Сесійного суду.

## Молодість й освіта
Чарлз Белл народився в Единбурзі 12 листопада 1774 року, він — четвертий син преподобного Вільяма Белла, священника Шотландської єпископальної церкви. Батько Чарлза помер у 1779 році, коли йому було п'ять років, тому його мати мала великий вплив на його раннє життя, навчивши його читати й писати. На додаток до цього, його мати також сприяла природним художнім здібностям Чарлза, оплачуючи його регулярні уроки малювання та живопису у Девіда Аллана, відомого шотландського художника. Чарлз Белл виріс в Единбурзі та відвідував престижну середню школу (1784–88). Попри те, що він не був особливо хорошим студентом, Чарлз вирішив піти стопами свого брата Джона та зайнятися медициною. У 1792 році Чарлз Белл вступив до Единбурзького університету та почав допомагати своєму братові Джону як учень-хірург. Під час навчання в університеті Белл відвідував лекції з духовної філософії Дьюгалда Стюарта. Ці лекції мали значний вплив, оскільки деякі вчення Стюарта можна простежити в пізніших роботах Белла в уривку з його «Трактату про руку». Крім занять з анатомії, Белл пройшов курс мистецтва малювання для удосконалення своєї художньої майстерності. В університеті він також був членом Королівського медичного товариства як студент і виступав на святкуванні сторіччя товариства в 1837 році.
У 1798 році Белл закінчив Единбурзький університет і невдовзі його прийняли до Единбурзького коледжу хірургів, де він викладав анатомію та оперував у Единбурзькому королівському лазареті. Розвиваючи свої таланти хірурга, Белла захопився сферою, яка поєднувала анатомію та мистецтво. Його вроджений талант художника проявився, коли він допоміг братові завершити чотиритомну роботу під назвою «Анатомія людського тіла». Чарлз Белл повністю написав і проілюстрував томи 3 та 4 у 1803 році, а також опублікував власний набір ілюстрацій у «Системі анатомування» у 1798 та 1799 роках. Крім того, Белл використав свій клінічний досвід і мистецький погляд, щоб розвинути хобі — моделювання цікавих медичних випадків з воску. Він продовжив накопичувати велику колекцію, яку він назвав своїм Музеєм анатомії, деякі експонати з якої все ще можна побачити в Залі хірурга.
Перебування Чарлза Белла в Единбурзі тривало недовго через ганебну ворожнечу між Джоном Беллом і двома викладачами Единбурзького університету: Олександром Монро-молодшим і Джоном Грегорі. Джон Грегорі очолював Королівський лазарет і заявив, що лише шість штатних хірургів призначать на роботу в лазареті. Братів Белл не відібрали, тому їм заборонили медичну практику в Королівському лазареті. Чарлз Белл, який не брав безпосередньої участі у чварах свого брата, спробував укласти угоду з викладачами Единбурзького університету, запропонувавши університету сто гіней і свій Музей анатомії в обмін на дозвіл спостерігати та робити ескізи проведених операцій у Королівському лазареті, але угоду відхилили.

## Професійна кар'єра
У 1804 році Чарлз Белл виїхав до Лондона та у 1805 році влаштувався в місті, купивши будинок на Лестер-стріт. У цьому будинку Белл проводив курси з анатомії та хірургії для студентів-медиків, лікарів і художників. У 1809 році як цивільний хірург Белл добровільно погодився доглядати за тисячами хворих і поранених солдатів, які відступили в Корунью, а через 6 років він знову добровільно доглядав за хворими та пораненими після битви при Ватерлоо. На жаль, з 12 випадків ампутації, проведених Беллом, вижив лише один чоловік. На додаток до операцій з ампутації, Белл дуже цікавився пораненнями від мушкетних куль, і у 1814 році він опублікував дисертацію про вогнепальні поранення. Кілька його ілюстрацій ран виставлені в залі Королівського коледжу хірургів Единбурга.
У 1811 році Чарлз Белл одружився з Меріон Шоу. Використавши гроші з приданого дружини, Белл придбав частку анатомічної школи Грейт Відмілл-стріт, яку заснував анатом Вільям Гантер. Белл переніс свою практику зі свого дому до школи Віндмілл-стріт, і навчав студентів, проводив власні дослідження до 1824 року. У 1813—1814 роках він став членом Лондонського коледжу хірургів як хірург у лікарні Міддлсекс.
Окрім домашніх занять, Белл також служив військовим хірургом, роблячи детальні записи неврологічних травм у Королівському шпиталі Гаслар і, як відомо, документуючи свій досвід у Ватерлоо у 1815 році. Три дні й ночі поспіль він оперував французьких солдатів у шпиталі при Жандармерії. Стан французьких солдатів був вкрай важким, тому багато його пацієнтів померли незабаром після операції. Доктор Роберт Нокс, одним із асистентів Белла в Брюсселі, критично оцінював хірургічні здібності Белла та досить негативно про них відгукувався; (Смертність від ампутацій, проведених Беллом, становила близько 90 %).
Белл зіграв важливу роль у створенні медичної школи при Міддлсецькому шпиталі. У 1824 році він став першим професором анатомії та хірургії Коледжу хірургів Англії. Того ж року Белл продав свою колекцію з понад 3000 воскових фігур Королівському коледжу хірургів Единбурга за 3000 фунтів стерлінгів.
У 1829 році Школу анатомії Віндмілл-стріт включили до складу нового Кінгс-коледжу. Белла запросили стати першим професором фізіології, він допоміг створити Медичну школу Лондонського університету, виступив з інавгураційною промовою під час її офіційного відкриття та навіть допоміг виконати вимоги програми сертифікації. Перебування Белла в медичній школі тривало недовго, він пішов зі своєї кафедри через розбіжності у поглядах з професорсько-педагогічним складом. Протягом наступних семи років Белл читав клінічні лекції в лікарні Міддлсекса, у 1835 році він обіймав посаду на кафедрі хірургії в Единбурзькому університеті після передчасної смерті професора Джона Вільяма Тернера.
У 1833 році він став лицарем Королівського гвельфського ордену.
Белл помер у Геллоу-парку поблизу Вустера в Мідлендсі під час подорожі з Единбурга до Лондона у 1842 році.
Його поховали на кладовищі Геллоу біля Вустера.

## Відзнаки та нагороди
8 червня 1807 року Белла обрали членом Единбурзького королівського товариства (ЕКТ) за поданням Роберта Джеймсона, Вільяма Райта та Томаса Макнайта. Він служив радником ЕКТ з 1836 по 1839 роки.
16 листопада 1826 року він став членом Лондонського королівського товариства і його нагородили золотою медаллю Королівського товариства за численні відкриття в науці. У 1831 році Белла посвятили у лицарі Гвельфського ордену Ганновера і, як і сера Річарда Оуена, його обрали іноземним членом Шведської королівської академії наук.

## Праці

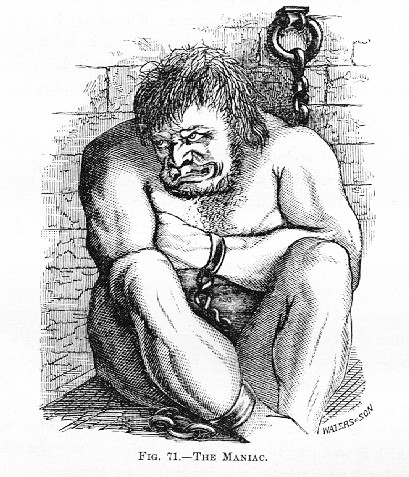
«Маніяк» Чарлза Белла (1806)

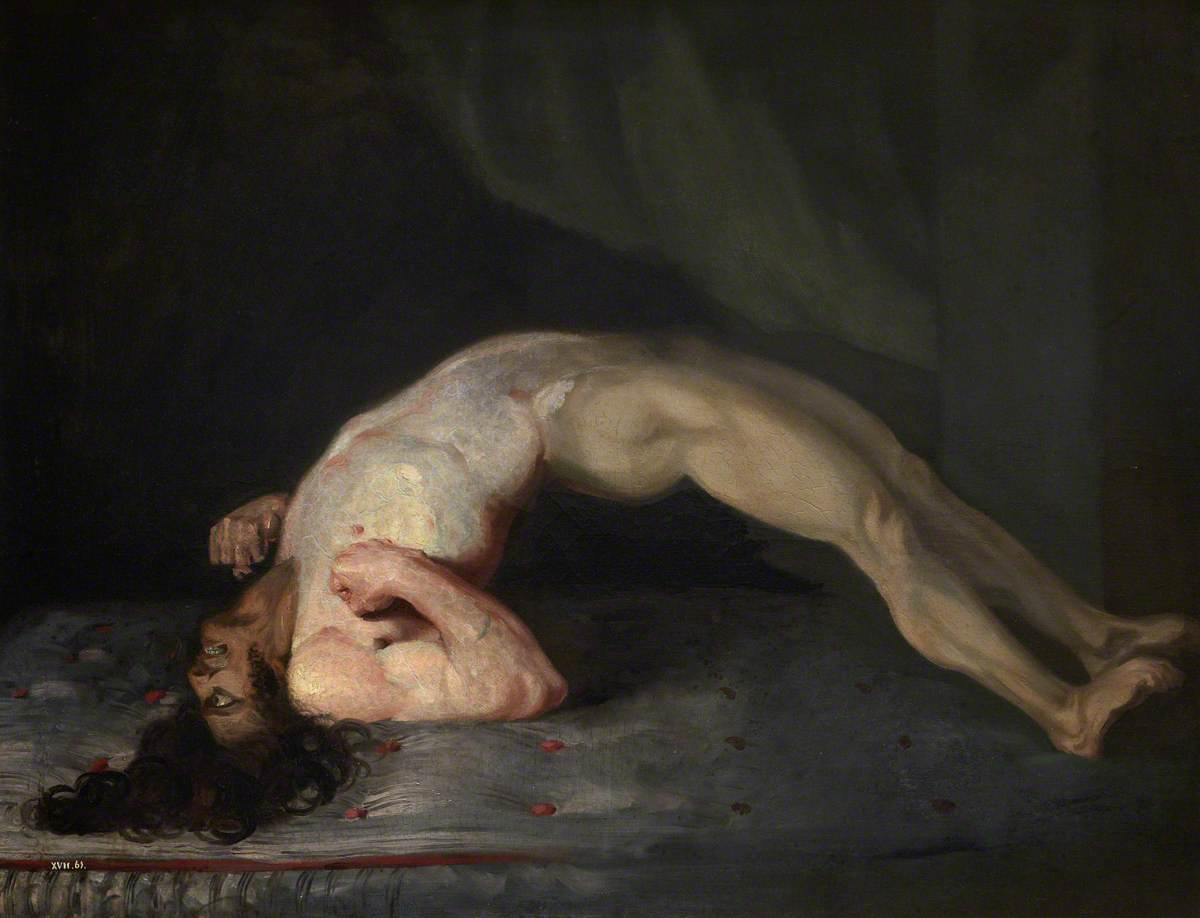
«Опістотонус (Правець)» Чарлза Белла (1809)

Чарльз Белл був плідним автором, який поєднав свої анатомічні знання з мистецьким поглядом для створення низки детальних і чудово ілюстрованих книг. У 1799 році Белл опублікував свою першу працю «Система розтинів, яка пояснює анатомію людського тіла, спосіб зображення частин тіла та їхні різновиди при хворобах». Другою працею стало завершення чотиритомної збірки його брата «Анатомія людського тіла» у 1803 році. У тому ж році Белл опублікував свої три серії гравюр під назвами «Гравюри артерій», «Гравюри мозку» та «Гравюри нервів». Набір гравюр складався зі складних і детальних анатомічних діаграм, які супроводжувалися ярликами та коротким описом їхньої функції в організмі людини. Їх опублікували як навчальний посібник для початківців студентів-медиків. «Гравюри мозку» мають особливе значення, тому що це перша опублікована спроба Белла повністю з'ясувати організацію нервової системи. У вступі Белл прокоментував неоднозначну природу мозку та його внутрішню роботу, тема, яка його буде цікавити до кінця життя.
У 1806 році, з огляду на викладацьку посаду в Королівській академії, Белл опублікував свої «Нариси з анатомії вираження в живописі» (1806), пізніше перевидані як «Нариси з анатомії та філософії вираження» у 1824 році. У цій роботі Белл дотримувався принципів природної теології, стверджуючи існування унікальної людської системи лицьових м'язів на службі роду людського з унікальним зв'язком з Творцем, ідеали аналогічні ідеалам Вільяма Пейлі. Після провалу його заявки (сер Томас Лоуренс, пізніше президент Королівської академії, описав Белла як «позбавлений характеру, скромності та розсудливості»), Белл звернув увагу на нервову систему. 
У 1811 році Белл опублікував докладні дослідження нервової системи у своїй книзі «Ідея нової анатомії мозку». У книзі Белл описав свою ідею, що різні нервові шляхи з'єднуються з різними частинами мозку, таким чином призводить до різних функціональних можливостей. Його експерименти з вивчення цього полягали в тому, щоб розрізати спинний мозок кролика і торкатися до різних його стовпів. Він виявив, що подразнення передніх стовпів спричиняють судоми м'язів, тоді як подразнення задніх — не мають видимого ефекту. Ці експерименти привели Белла до заяви, що він став першим, хто розрізнив сенсорні нерви та мотонейрони. Хоча багато хто вважає цей нарис наріжним каменем клінічної неврології, колеги Белла його не сприйняли добре. Його експерименти розкритикували, а запропоновану ним ідею про зв'язок передніх і задніх корінців із кінцевим мозком і мозочком відповідно відкинули. Крім того, оригінальний нарис Белла 1811 року насправді не містив чіткого опису корінців мотонейронів і чутливих нервів, як Белл пізніше стверджував, і, здається, він випустив наступні неправильно датовані редакції з незначними текстовими змінами.

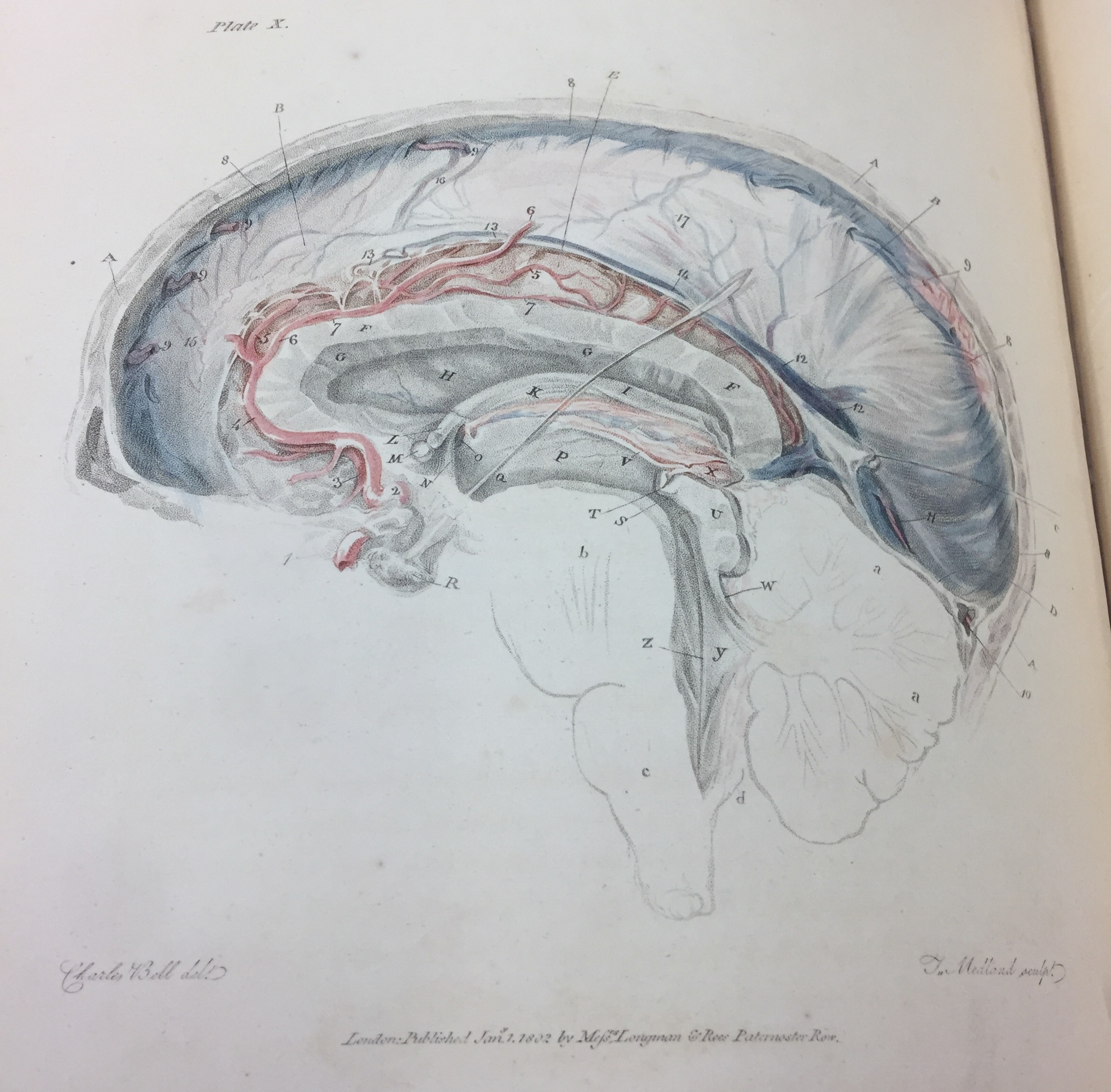
Таблиця 10 з «Анатомії мозку, поясненої в серії гравюр». Зображення надано Дослідницьким центром спеціальних колекцій, бібліотека Чиказького університету.

Попри прохолодну реакцію, Чарлз Белл продовжив вивчати анатомію людського мозку та зосередився на пов'язаних з ним нервах. У 1821 році Белл опублікував «Про нерви: Звіт про деякі експерименти щодо їх будови та функції, що призводять до нової організації системи» у Філософських роботах Королівського товариства. У цій статті міститься найвідоміше відкриття Белла, що лицьовий нерв або сьомий черепний нерв є м'язовим нервом. Це досить важливе відкриття, оскільки хірурги часто перерізали його у спробі вилікувати лицьову невралгію, але це часто спричиняло односторонній параліч лицьових м'язів, тепер відомого як параліч Белла. Завдяки цій публікації Чарлза Белла вважають одним із перших лікарів, який поєднав наукове вивчення нейроанатомії з клінічною практикою.
Дослідження Белла щодо емоційного вираження зіграли каталітичну роль у розвитку міркувань Дарвіна про походження людського емоційного життя; і, хоча він відкидав теологічні аргументи Белла, Дарвін цілком погоджувався з наголосом Белла на експресивній ролі дихальних м'язів. Дарвін детально виклав ці думки у своїй праці «Вираження емоцій у людей та тварин» (1872), написаній за активної співпраці з психіатром Джеймсом Крайтон-Брауном. Белл був одним із перших лікарів, який поєднав наукові дослідження нейроанатомії з клінічною практикою. У 1821 році він описав траєкторію лицьового нерва та параліч Белла, який спричиняв односторонній параліч лицьових м'язів, в одній із класичних праць з неврології, представлених Королівському товариству «Про нерви: Звіт про деякі експерименти щодо їх будови та функції, які призводять до нової організації системи».
Белл також поєднав свої численні мистецькі, наукові, літературні та викладацькі таланти в низці воскових фігур і детальних анатомічних і хірургічних ілюстрацій, картин і гравюр у своїх кількох книгах на ці теми, як-от у книзі «Ілюстрації великих операцій хірургії: Трепанація, грижа, ампутація, аневризма і літотомія» (1821). Він також став автором першого трактату про поняття анатомії та фізіології міміки для художників та ілюстраторів «Нариси анатомії виразу в живописі» (1806).
Після смерті у 1829 році Френсіса Егертона, восьмого графа Бріджвотера, за заповітом значна сума грошей спрямували президенту Лондонського королівського товариства. У заповіті передбачалося, що гроші призначені для написання, друку та видання тисячі примірників праці про силу, мудрість і доброту Бога. Президент Королівського товариства Девіс Гілберт призначив вісьмох джентльменів для написання окремих трактатів на цю тему. У 1833 році він опублікував четвертий Бріджвотерський трактат «Рука: Її механізм і життєво важливі можливості як виразний задум». Вийшло чотири видання «Руки» Чарлза Белла. Перші кілька розділів трактату нагадують перші підручники порівняльної анатомії. Книга сповнена малюнків, де Белл порівнює «руки» різних організмів, починаючи від рук людини, лап шимпанзе та вуса риби. Після кількох перших розділів Белл зосереджується на значущості руки та її важливість у використанні в анатомії. Він підкреслює, що в галузі хірургії рука така ж важлива, як і око, і її потрібно тренувати.

## Спадщина
Низка відкриттів отримали його ім'я:
- Нерв Белла (зовнішній дихальний): довгий грудний нерв.
- Параліч Белла: однобічний ідіопатичний параліч м'язів обличчя внаслідок ураження лицевого нерва.
- Феномен Белла: нормальний захисний механізм — рух ока вгору та назовні, який виникає, коли людина силоміць закриває очі. Це можна клінічно оцінити у пацієнта з паралічем кругового м'яза ока (наприклад, синдром Гієна-Барре або параліч Белла), оскільки повіка залишається піднятою, коли пацієнт намагається закрити око[30][31].
- Спазм Белла: мимовільні посмикування м'язів обличчя.
- Закон Белла-Мажанді, або закон Белла: стверджує, що передня гілка спинномозкових нервів містить лише рухові волокна, а задні корінці містять лише чутливі волокна[32].

Будинок Чарлза Белла, частина Університетського коледжу Лондона, використовується для навчання та досліджень у галузі хірургії.